# Es Pontàs
Es Pontàs – most skalny w południowo-wschodniej części Majorki, wyspy w archipelagu Balearów. Naturalnie powstały most znajduje się na linii brzegowej między Cala Santanyí i Cala Llombards na terenie gminy Santanyí.
Es Pontàs jest popularne wśród wspinaczy. W lecie 2006 roku Chris Sharma przeszedł tu jako pierwszy trasę Deep Water Solo, która do połowy 2011 roku nie została powtórzona i była uważana z najtrudniejszą trasę tego typu na świecie. Trasa ta jest także jednym z tematów filmu King Lines.